# Machimus schuezi
Machimus schuezi là một loài ruồi trong họ Asilidae. Machimus schuezi được Lindner miêu tả năm 1961. Loài này phân bố ở vùng nhiệt đới châu Phi.